# Meunye Tujoh
Meunye Tujoh is een bestuurslaag in het regentschap Aceh Utara van de provincie Atjeh, Indonesië. Meunye Tujoh telt 730 inwoners (volkstelling 2010).